# Éva Dónusz
Éva Dónusz (Vác, 29 september 1967) is een Hongaars kanovaarster.

## Carrière
Dónusz nam in 1992 deel aan de Olympische Spelen waar ze in de K2 500m brons veroverde en in de K4 500m met het Hongaarse team olympisch kampioen werd.
Op de wereldkampioenschappen greep ze acht keer net naast goud. Ze won daarnaast nog vier keer brons enkel in 1994 kon ze een keer wereldkampioen worden.

## Belangrijkste resultaten

### Olympische Zomerspelen
| Editie | Plaats    | Resultaten      |
| ------ | --------- | --------------- |
| 1992   | Barcelona | K2 500m K4 500m |
| 1996   | Atlanta   | 9e K4 500m      |

### Wereldkampioenschappen vlakwater
| Jaar | Plaats      | Resultaten                   |
| ---- | ----------- | ---------------------------- |
| 1989 | Plovdiv     | K2 500m                      |
| 1990 | Poznań      | K2 500m · K2 5000m · K4 500m |
| 1991 | Parijs      | K2 500m · K4 500m            |
| 1993 | Kopenhagen  | K2 5000m · K4 500m           |
| 1994 | Mexico-Stad | K4 200m · K4 500m            |
| 1995 | Duisburg    | K4 500m                      |
| 1998 | Szeged      | K1 200m                      |
| 1999 | Milaan      | K2 200m                      |

1984: Agafia Constantin & Nastasia Ionescu & Tecla Marinescu & Maria Ştefan ·
1988: Anke Nothnagel & Ramona Portwich & Birgit Schmidt-Fischer & Heike Singer ·
1992: Kinga Czigány & Éva Dónusz & Rita Kőbán & Erika Mészáros ·
1996: Birgit Fischer & Manuela Mucke & Ramona Portwich & Anett Schuck ·
2000: Birgit Fischer & Manuela Mucke & Anett Schuck & Katrin Wagner-Augustin ·
2004: Birgit Fischer & Carolin Leonhardt & Maike Nollen & Katrin Wagner-Augustin ·
2008: Fanny Fischer & Nicole Reinhardt & Katrin Wagner-Augustin & Conny Waßmuth ·
2012: Krisztina Fazekas & Katalin Kovács & Danuta Kozák & Gabriella Szabó ·
2016: Tamara Csipes & Krisztina Fazekas-Zur & Danuta Kozák & Gabriella Szabó ·
2020: Kozák & Csipes & Kárász & Bodonyi ·
2024: Carrington & Hoskin & Brett & Vaughan